# الربيع العربي
الثورات العربية، أو الربيع العربي أو ثورات الربيع العربي في الإعلام، هي حركات احتجاجية سلمية ضخمة انطلقت في بعض البلدان العربية خلال أواخر عام 2010 ومطلع 2011، متأثرة بالثورة التونسية التي اندلعت جراء إحراق محمد البوعزيزي نفسه ونجحت في الإطاحة بالرئيس السابق زين العابدين بن علي، وكان من أسبابها الأساسية انتشار الفساد والركود الاقتصاديّ وسوء الأحوال المَعيشية، إضافة إلى التضييق السياسيّ والأمني وعدم نزاهة الانتخابات في معظم البلاد العربية. ولا زالت هذه الحركة مستمرة حتى هذه اللحظة. نجحت الثورات بالإطاحة بستة أنظمة حتى الآن، فبعدَ الثورة التونسية نجحت ثورة 25 يناير المصرية بإسقاط الرئيس السابق محمد حسني مبارك، ثم ثورة 17 فبراير الليبية بقتل معمر القذافي وإسقاط نظامه، فالثورة اليمنية التي أجبرت علي عبد الله صالح على التنحي، وأما الحركات الاحتجاجية فقد بلغت جميع أنحاء الوطن العربي، وكانت أكبرها هي حركة الاحتجاجات في سوريا. تميزت هذه الثورات بظهور هتاف عربيّ ظهر لأول مرة في تونس وأصبح شهيرًا في كل الدول العربية وهو: «الشعب يريد إسقاط النظام».
، ثم بعدها كانت الثورة في تونس عندما أضرم الشاب محمد البوعزيزي النار في نفسه احتجاجاً على الأوضاع المعيشية والاقتصادية المتردية، وعدم تمكنه من تأمين قوت عائلته، فاندلعت بذلك الثورة التونسية، وانتهت في 14 يناير عندما غادر زين العابدين بن علي البلاد بطائرة إلى مدينة جدة في السعودية، واستلم من بعده السلطة محمد الغنوشي الوزير الأول السابق، فالباجي قائد السبسي. وبعدها بتسعة أيام، اندلعت ثورة 25 يناير المصرية تليها بأيام الثورة اليمنية، وفي 11 فبراير التالي أعلن محمد حسني مبارك تنحيه عن السلطة، ثم سُجن وحوكم بتهمة قتل المتظاهرين خلال الثورة. وإثر نجاح الثورتين التونسية والمصرية بإسقاط نظامين بدأت الاحتجاجات السلميَّة المُطالبة بإنهاء الفساد وتحسين الأوضاع المعيشية بل وأحياناً إسقاط الأنظمة بالانتشار سريعاً في أنحاء الوطن العربي الأخرى، فبلغت الأردن والبحرين والجزائر وجيبوتي والسعودية والسودان والعراق وعُمان وفلسطين (مطالبة بإنهاء الانقسام بالإضافة إلى الانتفاضة الثالثة) والكويت ولبنان والمغرب وموريتانيا.
في 17 فبراير اندلعت الثورة الليبية، التي سُرعان ما تحولت إلى ثورة مسلحة، وبعد صراع طويل تمكن الثوار من السيطرة على العاصمة في أواخر شهر أغسطس عام 2011، قبل مقتل معمر القذافي في 20 أكتوبر خلال معركة سرت، وبعدها تسلّم السلطة في البلاد المجلس الوطني الانتقالي. وقد أدت إلى مقتل أكثر من خمسين ألف شخص، وبذلك فإنها كانت أكثر الثورات دموية. وبعد بدء الثورة الليبية بشهر تقريباً، اندلعت حركة احتجاجات سلمية واسعة النطاق في سوريا في 15 مارس، وأدت إلى رفع حالة الطوارئ السارية منذ 48 عاماً وإجراء تعديلات على الدستور، كما أنها أوقعت أكثر من ثمانية آلاف قتيل ودفعت المجتمع الدولي إلى مُطالبة الرئيس بشار الأسد بالتنحي عن السلطة. وفي أواخر شهر فبراير عام 2012 أعلن الرئيس اليمني علي عبد الله صالح تنحيه عن السلطة التزاماً ببنود المبادرة الخليجية لحل الأزمة اليمنية، التي كان قد وقع عليها قبل بضعة شهور عقبَ الاحتجاجات العارمة التي عصفت بالبلاد لعام كامل.

## أسباب الثورات العربية (الربيع العربي)

### القمع والاستبداد
معظم الدول العربية تملك سجلاً سيئاً في حقوق الإنسان، وذلك لاستبداد الحكام وتشبثهم بالكراسي لعقود طويلة، إضافة لمجيئهم للحكم بطرق غير شرعية.
فالزعيم الليبي معمر القذافي على سبيل المثال كان أقدم حاكم على وجه الأرض وجاء للحكم بانقلاب عسكري سنة 1969 اسماه ثورة الفاتح، أيضاً في سوريا وصل الرئيس بشار الأسد إلى الحكم خلفاً لأبيه حافظ عام 2000 في سابقة لم تشهدها الدول العربية في نظام الحكم الجمهوري، حيث تم تعديل الدستور في 15 دقيقة ليناسب عمر بشار ويتمكن من حكم سوريا، أيضاً في مصر واليمن كانت هناك رغبات من حاكميها حسني مبارك وعلي عبد الله صالح لتوريث الحكم لأبنائهم جمال واحمد على التوالي لكن سرعان ما اندلعت الثورة في مصر التي أطاحت بمبارك التي أطاحت بصالح.
كذلك في الأنظمة الملكية كان هناك حكم ملكي مطلق مما أدى لخروج مظاهرات في بعض الدول الملكية مثل البحرين والأردن والمغرب والسعودية وعُمان للمطالبة بملكية دستورية ومزيد من الحريات. ويعتقد البعض أن الربيع العربي عبارة عن مؤامرة خططها تنفذها الولايات المتحدة الأمريكية والكيان الصهيوني لرسم خريطة الشرق الأوسط الجديد التي قام بها برنارد لويس.

### انتحار البوعزيزي
قام الشاب التونسي محمد البوعزيزي بإحراق نفسه يوم 17 ديسمبر في مدينة سيدي بوزيد[ ؟ ] التونسية لأنه سئم وضعه الاجتماعي المتردي إضافة لتسلط الشرطة على المواطنين وعدم قبول الشكاوي الموجهة ضدهم، وتضامن أهالي سيدي بوزيد مع البوعزيزي وخرجوا في مظاهرات للمطالبة بالعدالة والحرية، ولكن الاحتجاجات سرعان ما تحولت إلى ثورة أطاحت بالرئيس التونسي زين العابدين بن علي لتكون شرارة الاحتجاجات في الوطن العربي من المحيط إلى الخليج.

## الثورات

### تونس

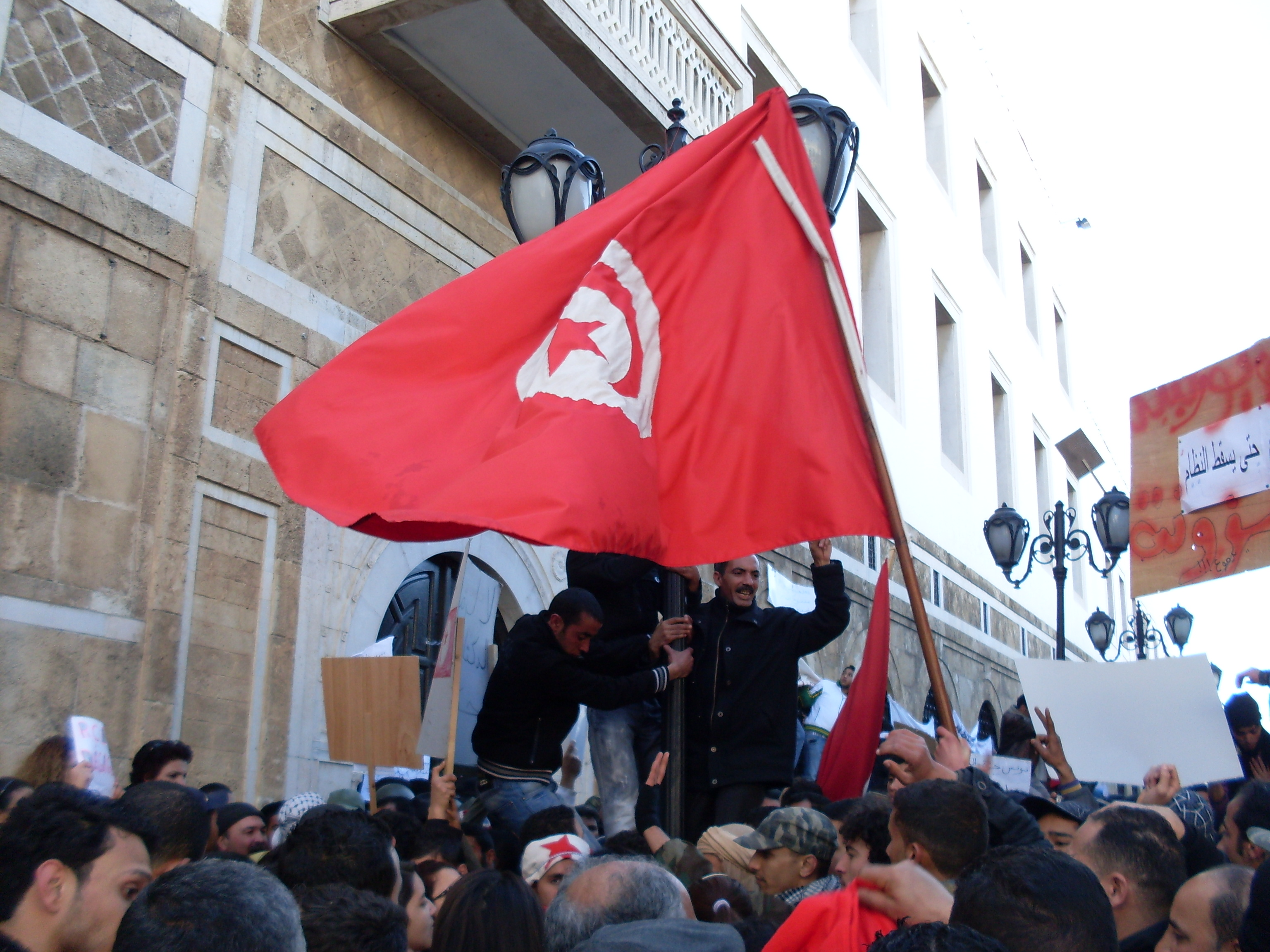
الثورة التونسية التي أطلقت شرارة الثورات العربية.

ثورة الأحرار التونسية: اندلعت يوم الجمعة 17 ديسمبر 2010 تضامناً مع الشاب محمد البوعزيزي الذي قام بإضرام النار في جسده في 17 ديسمبر 2010 تعبيرًا عن غضبه على بطالته ومصادرة العربة التي يبيع عليها (توفي يوم الثلاثاء الموافق 4 يناير 2011 نتيجة الحروق)، أدى ذلك إلى اندلاع شرارة المظاهرات في يوم 18 ديسمبر 2010 وخروج آلاف التونسيين الرافضين لما اعتبروه أوضاع البطالة وعدم وجود العدالة الاجتماعية وتفاقم الفساد داخل النظام الحاكم. ونتج عن هذه المظاهرات التي شملت مدن عديدة في تونس عن سقوط العديد من القتلى والجرحى من المتظاهرين نتيجة تصادمهم مع قوات الأمن، وأجبرت الرئيس زين العابدين بن علي على إقالة عدد من الوزراء بينهم وزير الداخلية وتقديم وعود لمعالجة المشاكل التي نادى بحلها المتظاهرون، كما أعلن عزمه على عدم الترشح لانتخابات الرئاسة عام 2014.
وتم بعد خطابه فتح المواقع المحجوبة في تونس كاليوتيوب بعد 5 سنوات من الحجب، كما تم تخفيض أسعار بعض المنتجات الغذائية تخفيضًا طفيفًا. لكن الانتفاضة توسعت وازدادت شدتها حتى وصلت إلى المباني الحكومية مما أجبر الرئيس بن علي على التنحي عن السلطة ومغادرة البلاد بشكل مفاجئ بحماية أمنية ليبية إلى السعودية يوم الجمعة 14 يناير 2011 فأعلن الوزير الأول محمد الغنوشي في نفس اليوم عن توليه رئاسة الجمهورية بصفة مؤقتة وذلك بسبب تعثر أداء الرئيس لمهامه وذلك حسب الفصل 56 من الدستور[ ؟ ]، مع إعلان حالة الطوارئ وحظر التجول. لكن المجلس الدستوري قرر بعد ذلك بيوم اللجوء للفصل 57 من الدستور وإعلان شغور منصب الرئيس، وبناءً على ذلك أعلن في يوم السبت 15 يناير 2011 عن تولي رئيس مجلس النواب فؤاد المبزع منصب رئيس الجمهورية بشكل مؤقت إلى حين إجراء انتخابات رئاسية مبكرة.

### مصر

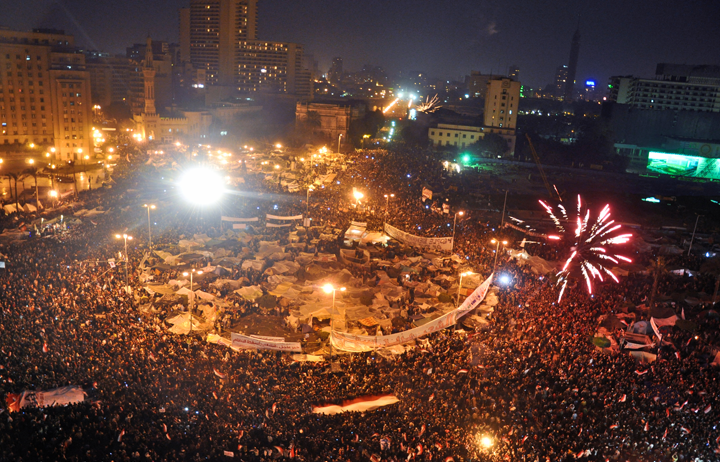
إحتفالات في ميدان التحرير بعد رحيل حسني مبارك في 11 فبراير 2011.

ثورة 25 يناير أو ثورة الغضب هي انتفاضة شعبية اندلعت يوم الثلاثاء 25 يناير/كانون الثاني 2011 م الموافق 24 صفر 1432 هـ (وكان يوم 25 يناير/كانون الثاني هو اليوم المحدد من قبل عدة جهات وأشخاص أبرزهم الناشط وائل غنيم وحركة شباب 6 أبريل وهو يوافق يوم عيد الشرطة في مصر). وذلك احتجاجاً على سوء المعاملة خاصة بعد ظهور العديد من التسجيلات المصورة التي تظهر انتهاك رجال الشرطة للحقوق الإنسانية ولكن تعاملت الشرطة والأمن المركزي بعنف وقامت باستخدام الرصاص الحي، وكانت البداية في محافظة السويس ومات فيها أكثر من 20 شاب مما جعل أهالي السويس يخرجون في مظاهرات حاشدة، سريعاً ما تبعتها باقي المحافظات وتحولت المظاهرة من احتجاج على قمع الشرطة إلى احتجاج على سوء الأحوال المعيشية والبطالة والسياسة والاقتصاد والتوريث واحتجاجا على ما اعتبر فساداً في ظل حكم الرئيس محمد حسني مبارك.
ويعتبر البعض الثورة المصرية جسدا بلا رأس، لأنه لم يكن يُعلن أحد نفسه محركا للثورة، حتى النشطاء والمعارضون لم يكن لهم أي ظهور، فلقد كانت الثورة على حد تعبير الكثيرين هي ثورة ربانية.
كان للثورة التونسية الشعبية التي أطاحت بالرئيس التونسي زين العابدين بن علي أثرٌ كبيرٌ في إطلاق شرارة الغضب الشعبي في مصر.
بعد عصر يوم الجمعة 28 يناير 2011 بدأت قوات الجيش بالظهور في ميادين القاهرة، وفي الخامسة والنصف أعلنت رويترز أن الحاكم العسكري يُعلن عن حظر التجول في القاهرة والإسكندرية والسويس،  لكن بالرغم من ذلك فقد تحدت جموع المتظاهرين حظر التجوال.
وقد نزل الجيش المصري إلى الشارع بناء على أوامر الرئيس مبارك لفرض الأمن خاصة بعد انكسار الشرطة أمام المتظاهرين واقتحام السجون، وامتنعت قوات الجيش عن استهداف المتظاهرين، واستمرت التظاهرات والاعتصام بميدان التحرير حتى أُعلن تنحي الرئيس محمد حسني مبارك عن الحكم في 11 فبراير/شباط 2011 م، ففي السادسة من مساء الجمعة 11 فبراير 2011 م أعلن نائب الرئيس عمر سليمان في بيان قصير عن تخلي الرئيس عن منصبه وأنه كلف المجلس الأعلى للقوات المسلحة إدارة شؤون البلاد.
وتولى المجلس العسكري إدارة مصر لفترة 18 شهرا لم تخلو من مظاهرات وإضرابات إلى أن تم انتخاب الرئيس محمد مرسي رئيسا للبلاد. واستمر حكمه لمدة عام لم يخل أيضا من مظاهرات واضرابات وقطع للطرق، وجاءت مظاهرات 30 يونيو 2013 ضد الرئيس مرسي وخرجت مظاهرات أخرى لمؤيدي الرئيس، وفي يوم 3 يوليو عام 2013 قام وزير الدفاع المصري عبد الفتاح السيسي بعزل الرئيس محمد مرسي، ذلك الحدث الذي أحدث انقسام داخليا وخارجيا حتى على تسميته، ففي حين يسميه البعض ثورة استجاب لها الجيش، يسميه البعض الآخر انقلابا عسكريا، مما أدى إلى قيام احتجاجات ومعارك من الجيش ضد جماعة الإخوان المسلمين وأنصارها ومعارضي الحكم العسكري.

### ليبيا

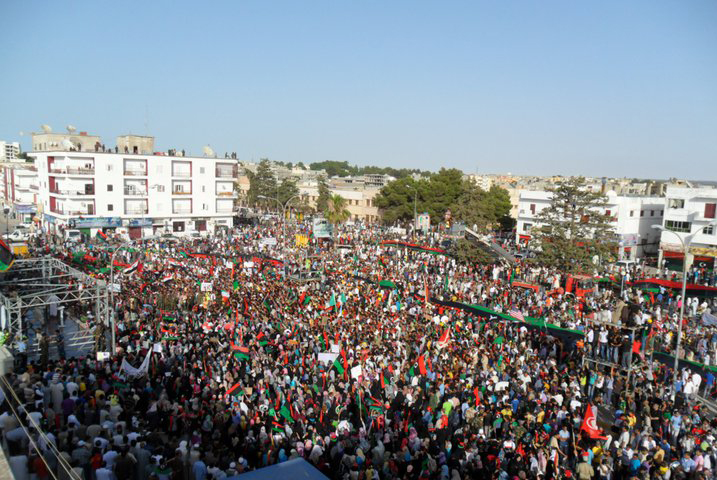
مظاهرات حاشدة بمدينة البيضاء

ثورة 17 فبراير هي ثورة شعبية ليبية اندلعت شرارتها يوم الخميس 17 فبراير/شباط عام 2011 م على شكل انتفاضة شعبية شملت معظم المدن الليبية. وسبقت الثورة احتجاح يوم 14 يناير بمدينة البيضاء على الأوضاع المعيشية واشتبك المتظاهرون مع الشرطة وهاجموا المكاتب الحكومية. وقد تأثرت هذه الثورة بموجة الاحتجاجات العارمة التي اندلعت في الوطن العربي مطلع عام 2011 م وخاصة بالثورة التونسية وثورة 25 يناير المصرية اللتين أطاحتا بالرئيس التونسي زين العابدين بن علي والرئيس المصري حسني مبارك. قاد هذه الثورة الشبان الليبيون الذين طالبوا بإصلاحات سياسية واقتصادية واجتماعية. كانت الثورة في البداية عبارة عن مظاهرات واحتجاجات سلمية، لكن مع تطور الأحداث وقيام الكتائب التابعة لمعمر القذافي باستخدام الأسلحة النارية الثقيلة والقصف الجوي لقمع المتظاهرين العزّل، تحولت إلى ثورة مسلحة تسعى للإطاحة بمعمر القذافي الذي قرر القتال حتى اللحظة الأخيرة، وفي يوم 21 أغسطس 2011 بدأ تدفق قوات المعارضة الليبية المسلحة على العاصمة طرابلس ابتداءً من الأحياء الغربية للمدينة دون مقاومة من كتائب القذافي التي ألقت أسلحتها حسب عدة وكالات الأنباء واعتقلت قوات المعارضة سيف الإسلام القذافي ومحمد القذافي أبناء الزعيم الليبي معمر القذافي، لكن سيف الإسلام القذافي عاود الظهور في لقطات مصورة بثتها قنوات التلفزة العالمية والتقى مجموعة من الصحفيين منهم مراسل وكالة رويترز ومراسل بي بي سي وأكد أنه حر طليق وأن والعاصمة طرابلس بخير ووالده بخير، وسخر سيف الإسلام من مذكرة الاعتقال التي أصدرتها محكمة العدل الدولية بحقه، وتناقلت وكالات الأنباء أيضاً نبأ هروب محمد القذافي نجل الزعيم الليبي معمر القذافي من منزله الذي كانت تحاصره مجموعة من قوات المعارضة الليبية المسلحة، وخرجت مظاهرات حاشدة في شوارع المدينة احتفالا بقرار المحكمة الجنائية الدولية بإصدار مذكرات اعتقال بحق معمر القذافي وإبنه سيف الإسلام ورئيس مخابراته عبد الله السنوسي، وسيطرت قوات المعارضة على مبنى الإذاعة والتلفزيون الحكومي الليبي التابع للجماهيرية الليبية واعتقلت الإعلامية المثيرة للجدل هالة المصراتي الذي تطلق عليها المعارضة الليبية مذيعة القذافي لولائها الأعمى للعقيد وقطعت قوات المعارضة البث التلفزيوني لقنوات الجماهيرية، ونُقل عن عبد الرحمن شلقم مندوب ليبيا السابق لدى الأمم المتحدة قوله «أن طرابلس سقطت ضمن خطة»، ويسطير الثوار على العاصمة الليبية بما في ذلك مجمع باب العزيزية المحصن الذي تعرض للقصف عدة مرات من طائرات حلف شمال الأطلسي، وفي يوم الخميس الموافق 20 أكتوبر 2011 توفي معمر القذافي في مدينة سرت آخر معقل له ودفنت جثته بعدها في مكان سري، وتضاربت الأنباء حينها عن وفاته حيث أكد المجلس الوطني الانتقالي الليبي مقتل العقيد معمر القذافي إثر غارات شنتها طائرات الناتو تلاها هجوم لقوات المجلس على مدينة سرت مسقط رأسه، وهناك تقارير تتحدث عن مقتل القذافي بعد اعتقاله حيث ظهر القذافي في أحد لقطات الفيديو وهو حي ومعتقل بأيدي الثوار وظهر في مقطع آخر مقتولاً مما أثار استنكار منظمات حقوق الإنسان، أما المعتصم القذافي ابن العقيد معمر القذافي توفي في نفس اليوم الذي توفي فيه والده حيث تشير التقارير المنشورة على وكالات الأنباء أن المعتصم القذافي قتل بعد اعتقاله حيث يظهر فيديو له وهو يدخن السجائر ومن ثم ظهر له فيديو آخر وهو مقتول، بعد مقتل العقيد القذّافي بحوالي الشهر تم اعتقال سيف الإسلام القذافي ثاني أكبر أبناء العقيد والذي صدرت مذكرة اعتقال من المحكمة الجنائية الدولية بحقّه وتم بعدها نقله بواسطة طائرة إلى العاصمة الليبية وتنوي السلطات الجديدة في ليبيا محاكمته داخل الأرض الليبية وذلك بالتشاور والاتفاق مع لويس مورينو أوكامبو مدعي عام المحكمة الجنائية الدولية الذي زار طرابلس من أجل النظر في أمر سيف الإسلام القذافي، وبمقتل القذافي وبعض أبنائه وهروب آخرين إلى خارج ليبيا ينتهي بذلك حكم عائلة معمر القذافي الذي دام أكثر من 40 عاماً.

### اليمن

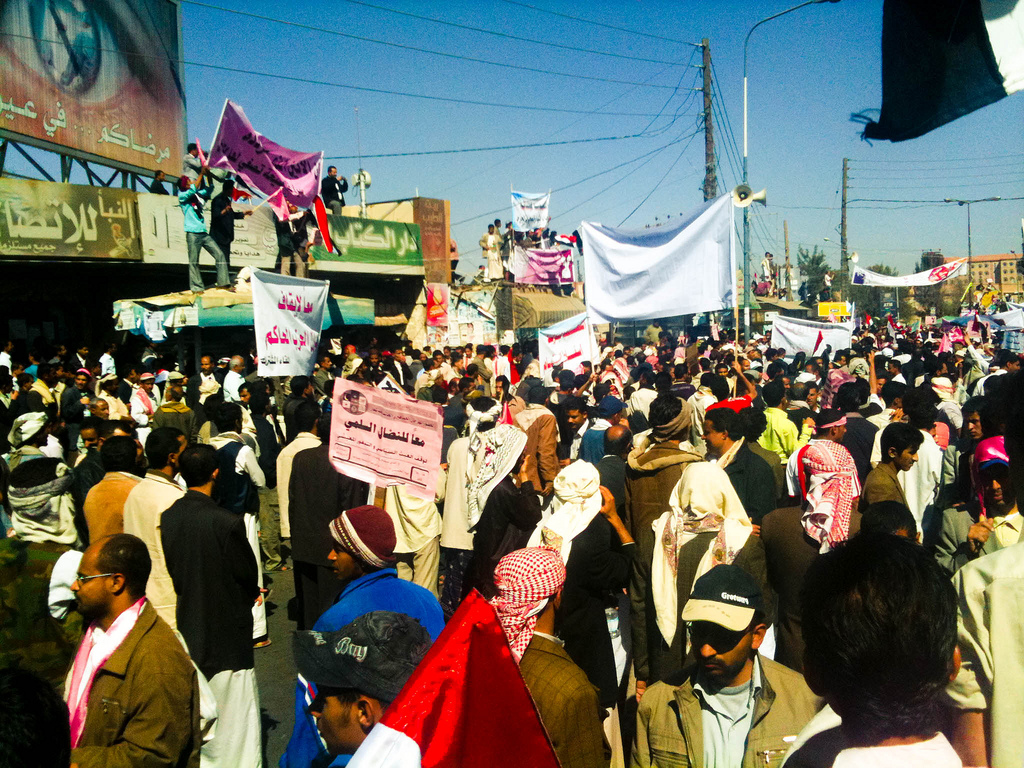
بعض المتظاهريين في صنعاء

ثورة الشباب اليمنية أو ثورة التغيير السلمية هي ثورة شعبية انطلقت يوم الجمعة 11 فبراير/شباط عام 2011 م الذي أطلق عليه اسم «جمعة الغضب» (وهو يوم سقوط نظام حسني مبارك في مصر) متأثرة بموجة الاحتجاجات العارمة التي اندلعت في الوطن العربي مطلع عام 2011 م وبخاصة الثورة التونسية التي أطاحت بالرئيس زين العابدين بن علي وثورة 25 يناير المصرية التي أطاحت بالرئيس حسني مبارك. قاد هذه الثورة الشبان اليمنيون بالإضافة إلى أحزاب المعارضة للمطالبة بتغيير نظام الرئيس علي عبد الله صالح الذي يحكم البلاد منذ 33 عاماً، والقيام بإصلاحات سياسية واقتصادية واجتماعية. وكان لمواقع التواصل الاجتماعي على الإنترنت مثل فيسبوك مساهمة فعالة في الثورة إلى حد كبير، حيث ظهرت العديد من المجموعات المناوئة للنظام الحاكم بدأت بمطالب إصلاحية ثم ارتفع سقف المطالب إلى إسقاط النظام. ومنها مجموعة «ثورة الشباب اليمني لإسقاط النظام». ولعبت هذه المواقع دوراً كبيراً في تنظيم الاعتصامات واستمرارها، وفي الخروج بالمسيرات. وقد كان يوم الجمعة التي عرفت بجمعة الكرامة 18 مارس يوما مفصليا في الثورة اليمنية حيث انضم بعدها الكثير من مشائخ وزعماء القبائل والشخصيات الاجتماعية إلى الثورة بعد أن انضم إليها اللواء علي محسن الأحمر يوم الاثنين 21 مارس بعد تأثره بمذبحة جمعة الكرامة التي راح ضحتها 52 شهيد من الشباب المعتصمين السلميين في ساحة التغيير بصنعاء إلى جانب أكثر من 700 جريح بنيران القناصة التي قال المعتصمون أنهم ينتمون إلى الحرس الجمهوري وبلاطجة الحزب الحاكم فيما رد الرئيس صالح أنهم من سكان الحارات المجاورة لساحة الاعتصام والذين تضرروا من المعتصمين.. ورغم كمية الاستقالات الرهيب الذي حصل بعد انضمام علي محسن للثورة إلا أن التباطئ في الزحف للقصر الجمهوري من قبل شباب الثورة أعطى الوقت لصالح لإعادة ترتيب أوراقه ومنها مسارعته إلى حل الحكومة وتكليفها بتصريف الأعمال خشية أن يقدم الوزارء استقالتهم بعد أن قدم ثلاثة وزراء منهم بالفعل استقالتهم يوم الاثنين.. واستمرت المناورات بين شباب التغيير والمعارضة من جهة وبين صالح من الجهة الأخرى وحصلت بعض الاشتباكات المسلحة بين موالين للنظام ومسلحين قبليين، وقد غادر الرئيس علي عبد الله صالح البلاد متوجها إلى السعودية يوم 4 يونيو/حزيران للعلاج بعد سقوط قذيفة على القصر الرئاسي يوم الجمعة الموافق 3 يونيو/حزيران وعاد علي عبد الله صالح إلى اليمن يوم 23-09-2011 وفي 23-11-2011 وقع صالح على المبادرة الخليجية التي بموجبه فوض صلاحياته إلى نائبةعبد ربه منصور هادي وغادر صالح اليمن يوم 23/1/2012 إلى سلطنة عمان ومن ثم إلى الولايات المتحدة للعلاج وقد سلم نائبة عبد ربه منصور هادي صلاحياتة الدستورية لحين انتخاب رئيس جديد للبلاد يوم 21-2-2012 وأعلن عن ترشيح عبد ربه منصور هادي كمرشح توافقي للانتخابات الرئاسية اليمنية، وقد حصل على دعم واسع قبل الانتخابات من جميع اليمنيين من قبل الأحزاب ورجال القبائل وعلماء الدين وشباب الثورة السلمية اليمنية.

### السودان
- الاحتجاجات السودانية 2011: هي حملة احتجاجات طفيفة انطلقت في 30 يناير/كانون الثاني عام 2011 م متأثرة بموجة الاحتجاجات العربية في الوطن العربي التي اندلعت مطلع عام 2011 م وبخاصة الثورة التونسية وثورة 25 يناير. وكانت هذه الاحتجاجات تطالب بالقيام بإصلاحات سياسية واقتصادية واجتماعية كما نادى عدد ضئيل منها بتغيير النظام. بعض هذه الاحتجاجات دعا إليها طلبة عبر مواقع التواصل الاجتماعي على الإنترنت مثل فيسبوك..
- الاحتجاجات السودانية 2013:هي مظاهرات بدأت في اواخر شهر سبتمبر واطلق عليها من قبل المحتجين ثورة 23 سبتمبر ولقيت تجاوب في كامل الشارع السوداني راح إثرها أكثر من 200 قتيل وقرابة الالف سجين والمئات من الجرحي.
- الثورة السودانية: هي سلسلة من الاحتجاجات التي اندلعت يوم 19 ديسمبر من عام 2018 في بعض المدن السودانيّة بسببِ ارتفاع الأسعار وغلاء المعيشة وتدهور حال البلد على كلّ المستويات، تحولت هذه الاحتجاجات لاحقا إلى ثورة شعبية تطالب بإسقاط النظام. أعقب هذه الاحتجاجات اعتصام أمام مقر القيادة العامة يوم 6 أبريل من العام 2019 أدت إلى سقوط البشير بانقلاب وزير الدفاع أحمد عوض بن عوف صباح يوم 11 إبريل، حيث أعلن الجيش خلع الرئيس عمر البشير عن السلطة وبدء مرحلة انتقالية لمدة عامين تنتهي بإقامة انتخابات لنقل السلطة. استمرت الاحتجاجات طيلة اليوم التالي مطالبة بتنحية المجلس العسكري الانتقالي وتشكيل حكومة انتقاليّة مدنية ، فأعلن بن عوف تنازله عن رئاسة المجلس الانتقالي وعيّنَ المفتش العام للجيش الفريق أول عبد الفتاح عبد الرحمن البرهان خلفًا له.

### سوريا

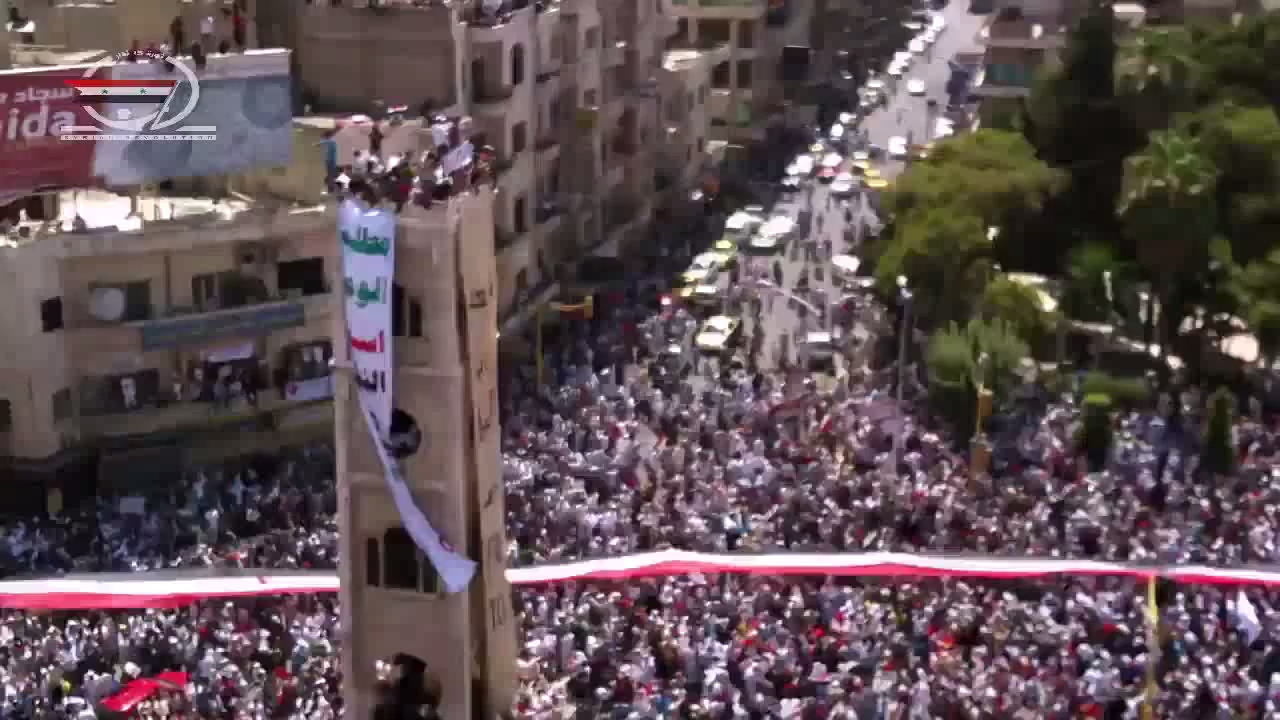
الآف المحتجون يطالبون برحيل الحكومة في ساحة العاصي بحماة 22 يوليو 2011.

الانتفاضة السورية أو ثورة الأحرار السورية هي انتفاضة شعبية انطلقت يوم الجمعة 18 آذار/مارس عام 2011 م ضد القمع والفساد وكبت الحريات في تحدٍ غير مسبوق لحكم بشار الأسد متأثرة بموجة الاحتجاجات العارمة التي اندلعت في الوطن العربي مطلع عام 2011 م وبخاصة الثورة التونسية وثورة 25 يناير المصرية اللتين أطاحتا بالرئيس التونسي زين العابدين بن علي والرئيس المصري حسني مبارك.اندلعت شرارة الثورة عندما كتب أطفال من درعا البلد (حي الأربعين) شعارات على حائط المدرسة (مدرسة الأربعين) متأثرين بربيع الثورات العربية الشعب يريد إسقاط النظام. فقامت قوى الأمن باعتقالهم وشلع أظافرهم وتعذيبهم جسدياً مما جعل الأهالي يطالبون بأبنائهم فكان الرد القبيح من مسؤول الأمن السياسي «العميد عاطف نجيب» فثار الأهالي بمدينة درعا فتم اقتحام الجامع العمري بالطائرات المروحية والقوات الخاصة وحدثت مجزرة رهيبة للأهالي ومن ثم انطلقت الثورة. وقاد هذه الثورة الشبان السوريون الذين طالبوا بإجراء إصلاحات سياسية واقتصادية واجتماعية ورفعوا شعار: «حرية... حرية»، لكن قوات الأمن والمخابرات السورية واجهتهم بالرصاص الحي فتحول الشعار إلى «إسقاط النظام». انتشرت المظاهرات للمرَّة الأولى لتعمَّ العشرات من مدن سوريا تحت شعار «جمعة العزة» بتاريخ 25 مارس 2011 لتشمل دمشق وريفها وحمص وحماة واللاذقية ودرعا وبانياس والقامشلي ومناطق أخرى عدة، واستمرَّت بعدها بالتوسع والتمدد شيئاً فشيئاً أسبوعاً بعد أسبوع، وبعد القمع الدامي للانتفاضة من قبل القوات السورية تم تشكيل الجيش السوري الحر.

## الاحتجاجات العارمة

### البحرين

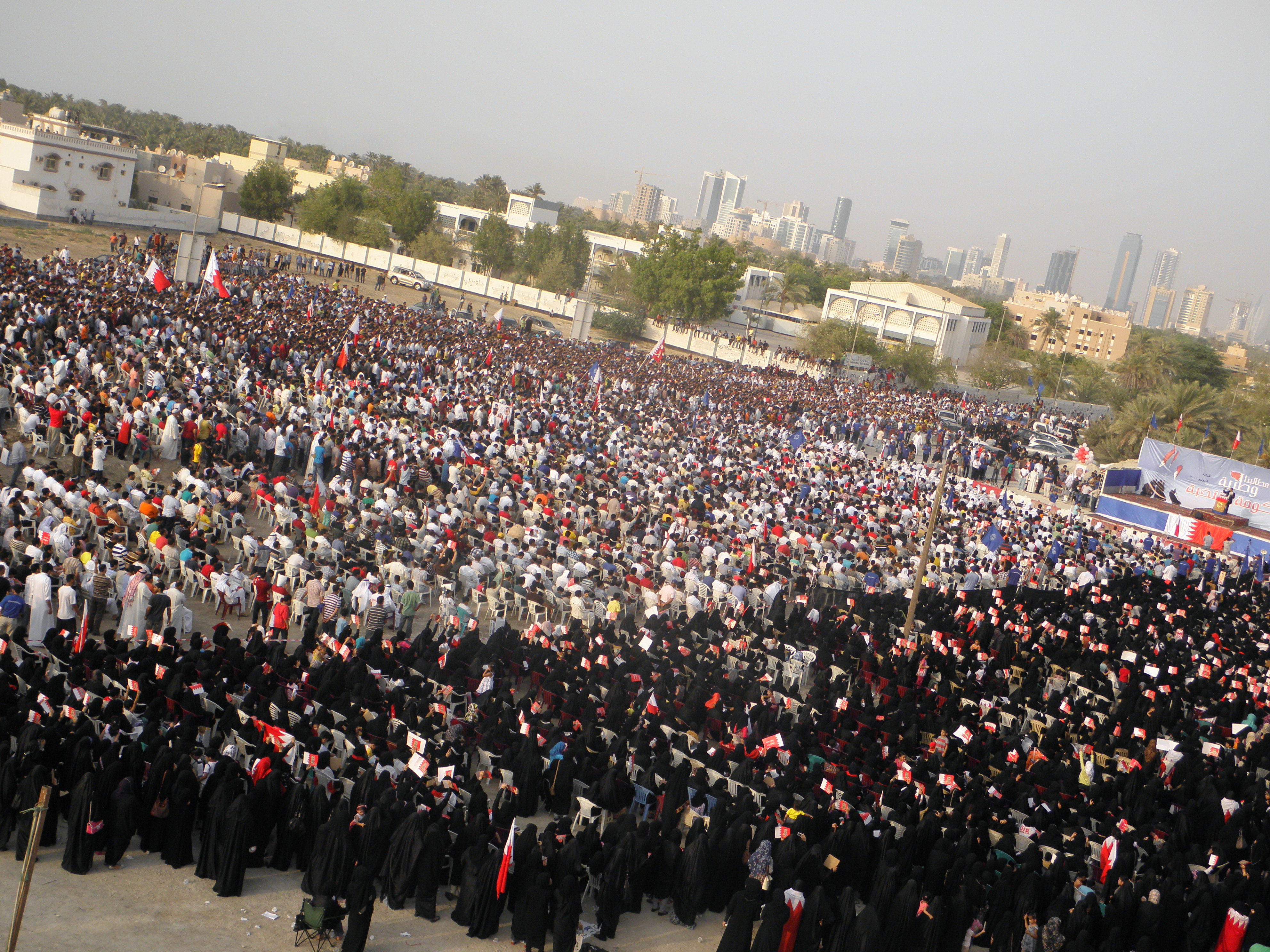
مظاهرات حاشدة البحرين

الاحتجاجات البحرينية 2011 م هي حملة احتجاجات شعبية بدأت يوم الإثنين 14/2/2011 م متأثرة بموجة الاحتجاجات العارمة التي اندلعت في الوطن العربي، سمّيت هذه الانتفاضة بـثورة اللؤلؤ وهناك من أسماها بـ«ثورة الورود» (تيمّناً بأداة السلم الذي قد أخذوه منهاجاً في هذه الثورة) مطلع عام 2011 م وبخاصة الثورة التونسية وثورة 25 يناير المصرية اللتين أطاحتا بالرئيس التونسي زين العابدين بن علي والرئيس المصري حسني مبارك. قاد هذه الاحتجاجات شباب مستقلون إلى جانب سبع جمعيات معارضة شيعية وليبرالية وقومية وبعثية تطالب بالحرية والديمقراطية التي هيَ حقٌ مكفول دولياً ودينياً على أرض البحرين وتدعي بأنها تطالب بإصلاحات سياسية ولم تكن الانتفاضة هذه بقيادة أحد الأشخاص إذ أنّها كانت شعبية بحته، ومن الجدير بالذكر أيضاً أنّ هذه الثورة اتسمت بكثير من الانتقادات والشكوك بيد أنّ المجتمع الدولي كان واقفاً بجانب الإصلاح السياسي والحكومي. من الجدير بالذكر أنّ الحكومة البحرينية وفي بادرة غريبة إثر الاحتجاجات التي ضيّقت الخناق عليها، قد استعانت بقوّات درع الجزيرة التي من المفترض أن تكون قوّة لفض النزاعات الدولية والهجمات الخارجية على إحدى دول مجلس التعاون مما أدى لإنتقادات واسعة ولاذعة للحكومة البحرينية.

### الجزائر

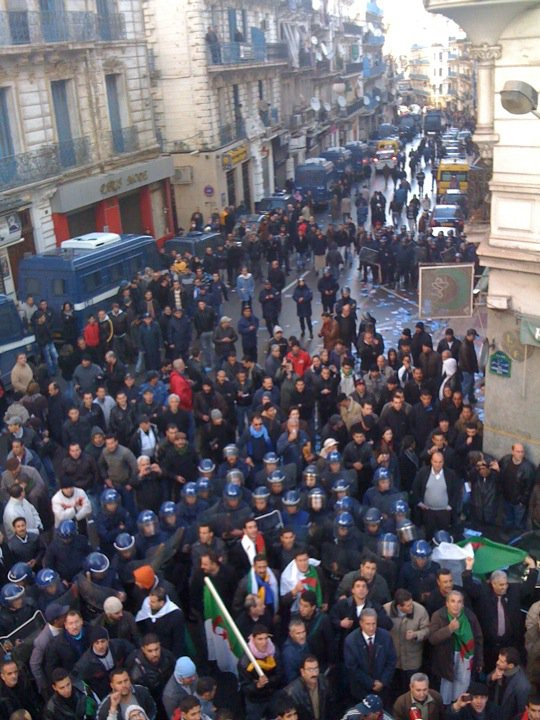
اشتباكات قوات الأمن مع المُتظاهرين الجزائريين في يوم 5-9 يناير

احتجاجات الجزائر 2011 م هي حملة احتجاجات شعبية غير انها عمليا لم تنجح في جذب الشعب إليها وأفلت بعد أيام بدأت منذ شهر يناير/كانون الثاني عام 2011 م، متأثرة بموجة الاحتجاجات العارمة التي اندلعت في الوطن العربي مطلع عام 2011 م وبخاصة الثورة التونسية التي أطاحت بالرئيس التونسي زين العابدين بن علي. وقادت هذه الاحتجاجات أحزاب المعارضة بالإضافة إلى الشبان الجزائريين الذين طالبوا بإجراء إصلاحات سياسية واقتصادية واجتماعية.

### جيبوتي
انتقلت الثورات التي تجتاح عدة دول عربية إلى جيبوتي ذات الأهمية الإستراتيجية الواقعة على الساحل الشمالي الشرقي لأفريقيا. وصرحت أحزاب معارضة بأن أكثر من ثلاثين ألفا خرجوا يوم الجمعة 18/2/2011 م احتجاجا على حكم الرئيس عمر غيلة الذي ألغى العام الماضي فقرة دستورية تسمح له بالحكم لولايتين، ليسمح له بالترشح للمرة الثالثة للانتخابات المزمع إجراؤها في أبريل/نيسان المقبل.
وقال زعيم المعارضة إسماعيل غيدي هاريد، الذي اعتقل ثم أفرج عنه مع اثنين آخرين، لصحيفة فايناشال تايمز إن المظاهرات استمرت في سبعة مدن، وأكد أن مظاهرات أكثر تنظيما ستخرج قريبا. وأضاف أن الناس يتظاهرون ضد الدكتاتورية وغياب الديمقراطية والحكم لأكثر من ولاية، مؤكدا أن الأحزاب المعارضة اتخذت قرارا باستمرار المظاهرات.
وتنقل الصحيفة عن شاهد عيان أن المظاهرة بدأت سلمية غير أن الشرطة سرعان ما أطلقت القنابل المدمعة وفرقت الجموع.
من جانبه قال عبد الرحمن بوريه -وهو الصديق السابق للنظام في المنفى- إن الرئيس لن يفلت بفعلته، فقد اخترق الدستور، وهذا أمر غير مقبول اليوم في ظل مع ما يجري في الدول العربية. وأضاف بوريه أن الطبقة المتوسطة لم يعد لها وجود، وحان الوقت كي لا يبقى هناك أي فقير.
يذكر أن جيبوتي تتمتع بأهمية إستراتيجية باعتبارها قاعدة أساسية لمكافحة الإرهاب والقراصنة، كما تحتضن هذه البلاد -التي تعتبرها واشنطن «موقعا إستراتيجيا حيويا»- القيادة العسكرية الأميركية «أفريكوم».

### العراق
الاحتجاجات العراقية 2011 م هي حملة احتجاجات شعبية بدأت منذ مطلع شهر شباط/فبراير عام 2011 م متأثرة بموجة الاحتجاجات العارمة التي اندلعت في الوطن العربي

المتظاهرون العراقيون ضد نظام رئيس الوزراء نوري المالكي

 مطلع عام 2011 م وبخاصة الثورة التونسية وثورة 25 يناير المصرية اللتين أطاحتا بالرئيس التونسي زين العابدين بن علي والرئيس المصري حسني مبارك. قاد هذه الاحتجاجات شبان يطالبون بالقضاء على الفساد وإيجاد فرص عمل لأعداد كبيرة من العاطلين خاصة حملة الشهادات الجامعية، والقيام بإصلاحات سياسية واقتصادية واجتماعية. وكان على رأس جميع المطالب اطلاق سراح جميع السجينات المعتقلات بدون تهم. وايقاف عمليات المداهمات والاعتقالات غير المبررة بالإضافة إلى وقف الإعدامات من دون محاكمات فعلية وإثباتات قاطعة بالأدلة والشهود. فيما رصد المراقبون غيابا للأحزاب والكتل السياسية والرموز الدينية التي استحوذت على الشارع العراقي بعد الغزو الأميركي للبلد عام 2003 م. الأمر الذي أوضح أن الصراع الطائفي والعرقي ليس بين أبناء الشعب بل بين الكيانات السياسية التي لا تمثل واقع المجتمع.
في 23 أبريل، 2013 اقتحمت قوات سوات التابع لوزاة الدفاع العراقية مخيم للمعتصمين في قضاء الحويجة بمحافظة كركوك مما أسفر عن مقتل 200 شخصاً على الأقل.
و قد تجددت الاحتجاجات الشعبية خلال سنة 2018 ضد نظام حيدر العبادي الاستبدادي والموالي لإيران ولا تزال مستمرة حتى الآن بعد التزوير الكبير الحاصل بالانتخابات .

### فلسطين
1- الاحتجاجات الفلسطينية لإنهاء الانقسام: هي حملة من المظاهرات والمسيرات والاعتصامات بدأت في 13/2/2011 قام بها مجموعة من الشباب تحت اسم الحملة الوطنية الشبابية لإنهاء الانقسام والاحتلال، علماً بأن الفكرة طرحت وبدء العمل بها في مؤتمر الشباب الفلسطيني بتاريخ 8-9/12/2010 وتأخر انطلاق برنامجها نتيجة الأحداث في تونس، وكانت أول فعالية في 24/2/2011 في الضفة وغزة والشتات والداخل الفلسطيني 1948 وتوجت في أكبر فعالية مشتركة في 15 آذار/مارس عام 2011 م في كل من الضفة الغربية وقطاع غزة لإنهاء الانقسام الفلسطيني (بين حركتي فتح وحماس)، متأثرة بموجة الاحتجاجات العارمة التي اندلعت في الوطن العربي مطلع عام 2011 م وبخاصة الثورة التونسية وثورة 25 يناير المصرية اللتين أطاحتا بالرئيس التونسي زين العابدين بن علي والرئيس المصري حسني مبارك. وقاد هذه الاحتجاجات الشبان الفلسطينيون مع بعض الفصائل الفلسطينية للمطالبة باستعادة الوحدة الوطنية ورفع الحصار عن قطاع غزة.
2- الانتفاضة الفلسطينية الثالثة: مجموعة من المسيرات المليونية كان قد خطط لها الشبان الفلسطينيون على موقع التواصل الاجتماعي «فيسبوك» في يوم 15 أيار/مايو عام 2011 (الذكرى 63 للنكبة) للعودة إلى فلسطين، تمت الدعوة لها بعد اندلاع موجة الاحتجاجات العارمة في الوطن العربي مطلع عام 2011 م. وقد أطلق عليها اسم «مسيرة العودة إلى الأراضي المحتلة عام 1948»، والتي تم تهجير أجدادهم وأبائهم منها ومن ثم تأسيس دولة إسرائيل على أنقاضها. ويعتمد المتظاهرون في مسيرة العودة على القرار الأممي 194 الذي ينص على حق الشعب الفلسطيني بالعودة إلى القرى والمدن التي تم تهجيرهم منها نتيجة لحرب 1948. وكان موعد الانطلاق -حسب موقع فيسبوك- من 30 نقطة تنتشر على طول حدود الدول المحيطة بفلسطين التاريخية؛ وهي الأردن، سوريا، لبنان ومصر وفي يوم 15/مايو/2011 م اندلعت التظاهرات في عدة نقاط تماس منها حاجز قلنديا الذي يربط بين مدينتي رام الله والقدس الذي أصيب عنده 150 من الشبان الفلسطينيين وتم اعتقال بعضهم بمساعدة فرقة «المستعربين» في الجيش الإسرائيلي، وعند الحدود مع لبنان في قرية مارون الرأس الحدودية زحف الشبان الفلسطينيون نحو الحدود وقاموا برشق الجنود الإسرائيليين المتواجدين على الجانب الإسرائيلي من الحدود بالحجارة مما حذا بالجنود الإسرائيليين إطلاق النار على المتظاهرين وفي تلك اللحظة حاول الجيش اللبناني إبعاد الفلسطينيين عن الحدود عبر إطلاق النار في الهواء لكنه لم يفلح في ذلك وانتهى الأمر بمقتل عشرة فلسطينيين بالرصاص على أيدي القوات الإسرائيلية، وتمثل أهم اختراق للمتظاهرين بقطع الأسلاك الشائكة والمرور عن حقول الألغام والدخول إلى قرية مجدل شمس داخل الجولان السوري المحتل، وفي ذلك رأت الصحف الإسرائيلية أن ذلك الاختراق يمثل فشلاً أمنياً ذريعاً لإسرائيل وعندها خرج رئيس الوزراء الإسرائيلي بنيامين نتنياهو قائلاً في تصريح تلفزيوني مقتضب «نأمل عودة الهدوء سريعا ولكن لا يساور أحدا شك في أننا عازمون على الدفاع عن حدودنا وسيادتنا»، وانتهت المشكلة في مجدل شمس بترحيل من قطعوا الحدود إلى حيث جاؤو وتسليم جثث الفلسطينيين الأربعة الذين كانو قد قتلوا خلال عبورهم إلى القرية إلى الجانب السوري وأصيب في ذلك اليوم نحو 175 من الناشطين برصاص الجيش الإسرائيلي، أما في مصر منعت السلطات دخول المصريين إلى سيناء وذلك لأنهم كانوا ينوون التوجه بأعداد كبيرة إلى قطاع غزة الراضخ تحت الحصار الإسرائيلي المستمر، بعيداً عن مصر وعلى الحدود الأردنية الإسرائيلية حاول العديد من الشبان الوصول إلى جسر الملك حسين الواصل بين الضفتين الشرقية والغربية ومن ثم عبوره إلا أن قوات الدرك الأردنية فرقتهم ومنعتهم من إكمال مسيرتهم، وفي نهاية الأمر توقفت الاحتجاجات في نفس اليوم وليس حسب ما خططت صفحة «الانتفاضة الفلسطينية الثالثة» على فيس بوك.

### الأردن

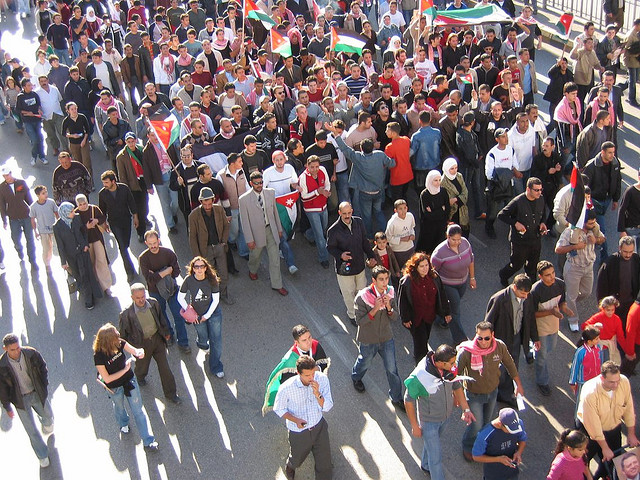
المتظاهرون أمام المسجد الحسيني، وسط البلد - الأردن.

الاحتجاجات الأردنية 2011 هي موجة من المظاهرات والمسيرات الاحتجاجية التي انطلقت في مختلف أنحاء الأردن مطلع عام 2011 م متأثرة بموجة الاحتجاجات العربية العارمة التي اندلعت في الوطن العربي مطلع عام 2011 م وبخاصةالثورة التونسية وثورة 25 يناير المصرية اللتين أطاحتا بالرئيس التونسي زين العابدين بن علي والرئيس المصري حسني مبارك. كان من الأسباب الرئيسة لهذه الاحتجاجات تردي الأحوال الاقتصادية وغلاء الأسعار وانتشار البطالة وانتشار الفساد. وقد بدأت هذه المَسيرات يوم 14 يناير/كانون الثاني 2011 بعد صلاة الجمعة واستمرت في الأسابيع التالية.

### المغرب

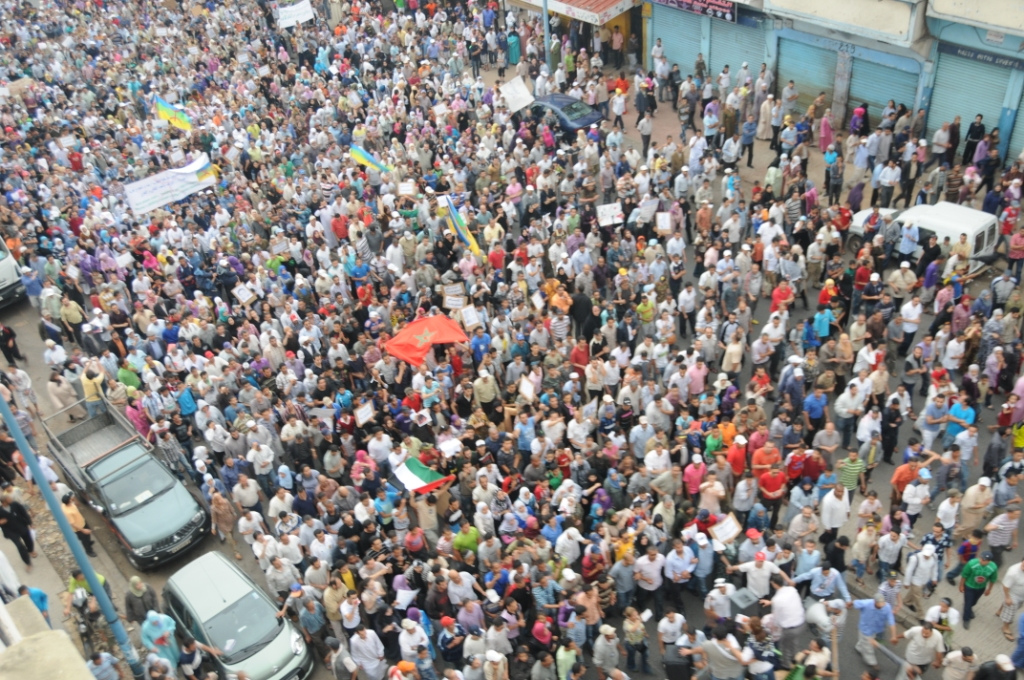
مظاهرات محدودة في المغرب

عرفت المملكة المغربية حملة احتجاجات شعبية انطلقت يوم الأحد 20 فبراير 2011 متأثرة بموجة الاحتجاجات العارمة التي اندلعت في الوطن العربي مطلع عام 2011 وبخاصة بالثورة التونسية وثورة 25 يناير المصرية اللتان أطاحتا بالرئيس التونسي زين العابدين بن علي والرئيس المصري حسني مبارك.
كانت الاحتجاجات نتاج حملة دعا إليها مجموعة من نشطاء مواقع التواصل الاجتماعي المغاربة بقيادة ما عرف ب«حركة 20 فبراير» دعمتها فيما بعد هيئات حقوقية مغربية وبعض الأحزاب السياسية المغربية، طالب المتظاهرون بملكية برلمانية تمنح صلاحيات موسعة للأحزاب بالإضافة إلى إصلاحات اجتماعية وحقوقية، تجلت أبرز بنودها في استقلال القضاء ومحاسبة المفسدين وناهبي المال العام والحد من سياسة الريع.
تمخض عن تلك المطالب إنشاء دستور 2011 الذي يوسع صلاحيات رئيس الحكومة ويضم مجموعة من الحقوق المدنية الجديدة، بما في ذلك الضمانات الدستورية لحرية التعبير، المساواة الاجتماعية للمرأة، واستقلال القضاء، دخل الدستور حيز التنفيذ في 1 أغسطس 2011.

### سلطنة عُمان
الاحتجاجات العـُمانية 2011 م هي حملة احتجاجات شعبية انطلقت يوم الجمعة 18 يناير/كانون الثاني عام 2011 م، متأثرة بموجة الاحتجاجات العارمة التي اندلعت في الوطن العربي مطلع عام 2011 م وبخاصة الثورة التونسية وثورة 25 يناير المصرية اللتين أطاحتا بالرئيس التونسي زين العابدين بن علي والرئيس المصري حسني مبارك. قاد هذه الاحتجاجات الشبان العمانيون الذين طالبوا بإجراء إصلاحات سياسية واقتصادية واجتماعية.هذا وقد قام السلطان قابوس باجراء بعض التعديلات وذلك بعد الاخذ بعين الاعتبار الكثير من مطالب شعبه.

## الاحتجاجات المحدودة

### السعودية

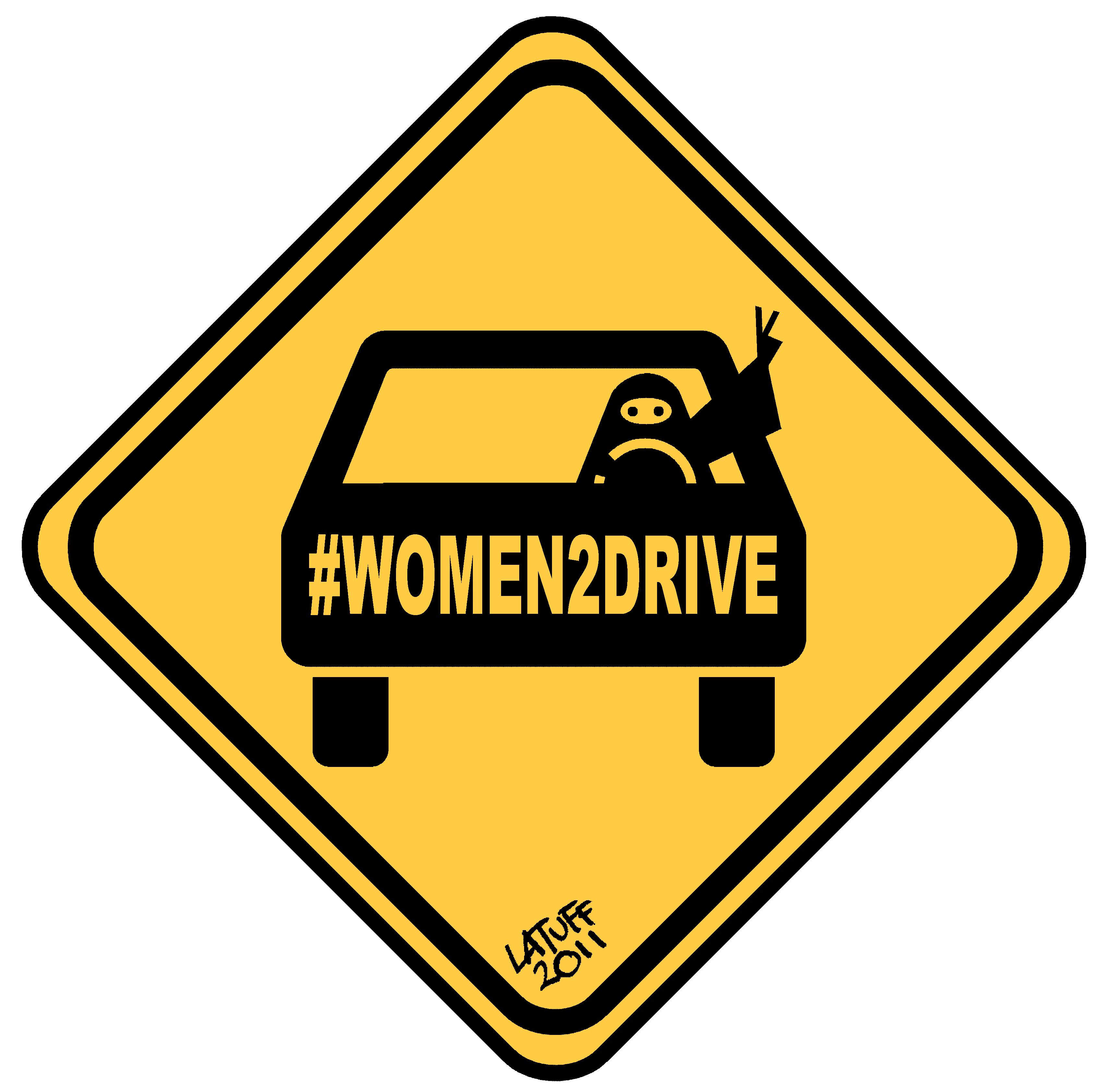
رسم كاريكاتوري سياسي لكارلوس لطوف عن حركة النسائية السعودية التي تتطالب برفع الحظر المفروض على حقهم في قيادة السيارة.

الاحتجاجات السعودية 2011: هي مجموعة احتجاجات متفرقة بدأت يوم الخميس 3 مارس/آذار عام 2011 م متأثرة بموجة الاحتجاجات العارمة التي اندلعت في الوطن العربي مطلع عام 2011 م وبخاصة الاحتجاجات البحرينية 2011 والثورة التونسية وثورة 25 يناير المصرية اللتين أطاحتا بالرئيس التونسي زين العابدين بن علي والرئيس المصري حسني مبارك. قاد هذه الاحتجاجات الشبان السعوديون للمطالبة بإصلاحات سياسية واقتصادية واجتماعية. وأعلن الملك عبد الله بن عبد العزيز يوم الجمعة 18/3/2011 م عن حزمة من الإجراءات تشمل مكافحة الفساد، ومخصصات مالية بمليارات الدولارت لرفع الأجور، وتوفير آلاف الوظائف، وبناء نصف مليون وحدة سكنية للعاطلين والموظفين والطلاب.

### الكويت
الاحتجاجات الكويتية 2011: هي سلسلة احتجاجات شعبية انطلقت منتصف عام 2010 م قبل موجة الاحتجاجات العارمة التي اندلعت في الوطن العربي وكانت أول من استخدم كلمة «ارحل» ضد رئيس الوزراء وطالبت هذه الاحتجاجات بإصلاحات اجتماعية واقتصادية.
كما قامت مظاهرة حاشده في ساحة الإرادة للإطاحة برئيس وزراء الكويت ناصر المحمد الصباح، انتهت هذه المظاهرة بإقالة الحكومة وحل مجلس الأمة الكويتي حل دستوري.

## أخرى

### الإمارات
على الرغم من أن الإمارات لم تشهد أي مظاهرات بحد ذاتها، فقد حدث فيها عدد من التوترات والاضطرابات تحسباً من الحُكومة لأي استجابة شعبية اتجاه موجة الثورات العربية، وقد تضمنت هذه التهيئات توقيفات واعتقالات وتضييقات على الناشطين السياسيين وأطياف المُعارضة المُحتملة للنظام الحَاكم.
في عام 2012 ، اعتقلت الإمارات 94 من أصل 133 ناشطًا سياسيًا سلميًا وقعوا على عريضة تطالب بإصلاحات ديمقراطية. واحتُجزوا في معتقلات سرية. مع انتهاء المحاكمة 'العادلة' في 2 يوليو 2013 ، أُدين 69 رجلاً على أساس الأدلة التي تم الحصول عليها من خلال الاعترافات القسرية ، وحُكم عليهم بالسجن لمدة تصل إلى 15 عامًا., في يوليو 2021 ، دعت منظمة العفو الدولية السلطات الإماراتية إلى الإفراج الفوري عن 60 سجينًا من قضية الإمارات 94 ، الذين ظلوا محتجزين بعد تسع سنوات من اعتقالهم. وسجن ما لا يقل عن 51 سجيناً، ممن كانوا جزءاً من المحاكمة الجماعية للإمارات 94. انتهى بعض السجناء في مارس 2023 من المده, بينما أكملها آخرون في وقت مبكر من يوليو 2019.

### موريتانيا
الاحتجاجات الموريتانية 2011 م : هي حملة احتجاجات شعبية بدأت منذ مطلع شهر يناير/كانون الثاني عام 2011 م على شكل احتجاجات متقطعة للمطالبة بالإصلاح السياسي والاقتصادي والاجتماعي وللتنديد بانتشار الفساد والبطالة والفقر. متأثرة باندلاع الثورة الشعبية التونسية في نهاية عام 2010 م والتي أطاحت بالرئيس زين العابدين بن علي في 14/1/2011 م. هذ وقد بدأت بعض التنظيمات الشبابية والحزبية بالقيام بسلسلة من المظاهرات والاعتصامات بغية الإطاحة بنظام الجنرال محمد ولد عبد العزيز. وقد انتقدت هذه التنظيمات الطريقة التي يسير بها الجنرال الحكم في البلد مشيرة إلى ارتفاع نسبة البطالة بين الشباب وارتفاع الأسعار فساد القضاء وانتشار المحسوبية والفساد السياسي والاقتصادي. وقد ردت السلطات بعنف على هذه الاحتجاجات. ويوصف الوضع في الموريتانيا بغير المستقر نظرا لوجود معارضة واسعة النطاق وتكتلات سياسية وحقوقية أخرى مطالبة برحيل النظام.

### لبنان
الاحتجاجات اللبنانية 2011: هي حملة من المظاهرات والمسيرات انطلقت يوم 27 شباط/فبراير عام 2011 م متأثرة بموجة الاحتجاجات العارمة التي اندلعت في الوطن العربي مطلع عام 2011 م وبخاصة الثورة التونسية وثورة 25 يناير المصرية اللتين أطاحتا بالرئيس التونسي زين العابدين بن علي والرئيس المصري حسني مبارك. وقاد هذه الاحتجاجات الشبان اللبنانيون للمطالبة بإصلاحات سياسية واقتصادية واجتماعية. كان من الأسباب الرئيسة لهذه الاحتجاجات هو النظام الطائفي الذي يحكم لبنان منذ أكثر من سبعة عقود، حيث أن الرئاسات الثلاث (الدولة، الحكومة، مجلس النواب) مُقسمة بشكل طائفي منذ أيام الانتداب الفرنسي واستمر حتى بعد جلائه عن لبنان عام 1946 م. فجاءت هذه المظاهرات للمطالبة بنظام علماني مدني ينهي التقسيم الطائفي للبلاد الذي كان وقوداً الحرب الأهلية اللبنانية التي اندلعت بين عامي 1975 و1990 م.

### الأحواز
شهد إقليم الأحواز العربيّ مظاهرات مناهضة للنظام في عدة مدن أحوازية دُعي إليها تحت اسم «يوم الغضب» في تاريخ 15 أبريل 2011. ففي يوم الأربعاء 13 أبريل وقبل مَجيء يوم 15 أبريل المُحدد لبدأ الانتفاضة في الأحواز خرجت مُظاهرات كبيرة شارك فيها المئات تُندد بالاعتقالات وقطع الخدمات العامة وبعض الاتصالات عن الإقليم في وقت سابق - والتي جاءت كاستعدادات من طرف السلطات الإيرانية للانتفاضة -، وتطوَّرت هذه المُظاهرات بعد فترة إلى اشتباكات عَنيفة بين الأمن والمُتظاهرين سقط فيها 3 قتلى والعديد من الجَرحى بينما اُعتقل 150 شخصاً. وبعدَ يومين جاءَ يوم الجمعة 15 أبريل المُنتظر لبدأ الانتفاضة، الذي تفجرت فيه مدن الإقليم بمُظاهرات حاشدة مُختلفة شارك بها الآلاف في مدن الخفاجية (3 قتلى وعدة جرحى من المُتظاهرين) والحميدية[ ؟ ] (عدة جرحى من المُتظاهرين وجريحان من الأمن) والملاشية (قتيل من المُتظاهرين وقتيلان من الأمن)، كما حاصر الأمن الإيرانيُّ مُختلف الأحياء العربية في إقليم الأحواز وأطلق النار في شوارع مدنه بشكل عشوائيّ خلال باقي اليَوم.
وقد قامت أجهزة الأمن الإيرانية بقمع هذه المُظاهرات مباشرة مُستخدمة الأسلحة النارية والرصاص الحيّ، مما أدى إلى سقوط عدد يَتراوح من 3 إلى 19 قتيلاً - بسبب تفاوت المَصادر - وعدد كبير من الجرحى قيل أنه بلغ 150 جريحاً. كما خرجت المَزيد من المُظاهرات في «حي الثورة» الوَاقع ضمن مدينة الأحواز يوم السبت 16 أبريل التالي، إلى أن مصيرها كان ذاته بالتفريق بالرصاص الحي. ولاحقاً بعد انتهاء احتجاجات يوم الغضب، قامت السلطات بتَسميم مياه الاستخدام المنزليّ في الإقليم، مما أدى إلى وُقوع 55 حالة تسمَّم بين المدنيين. كما وَردت أنباء بعد ذلك تفيد بأن قوات الأمن حاصرت العديد من مدن الإقليم، وأنه سقط ما لا يَقل عن 10 قتلى في صفوف المدنيين بينما شنت السلطات حملة اعتقالات واسعة في المنطقة مع منع جرحى المظاهرات من دخول المستشفيات. كما نقلت بعض الوكالات وُجود بعض التضاربات وعدم الاستقرار الداخلي في الحرس الثوري الإيراني حيث وَجه عدد كبير من الضباط رسالة إلى قائد الحرس عبروا فيها عن اعتراضهم على أي خُطط مُحتملة لإطلاق النار على المحتجين.
بعد ثلاثة أسابيع من هذه الاضطرابات، حكمت السلطات الإيرانية في يوم الخميس 8 مايو 2011 على 9 مواطنين من مدينة الأحواز بالإعدام، ونفذت حُكم 3 منهم على مرأى من الناس وَسط حي عربي في المَدينة. وقد نُظم اعتصام بعدَ ذلك أمام مبنى البرلمان البريطاني في عاصمة المملكة المُتحدة لندن يوم الأحد 15 مايو احتجاجاً على تلك الأحداث، ومُطالبة بتحرير إقليم الأحواز. وقد ذكرت بعض المَصادر أن عدد القتلى في الإقليم بلغ أكثر من 100 شخصٍ بحُلول أواسط شهر مايو بعدَ أن استمرَّت السلطات الإيرانية بالتضييق عليه وقمع الحراك فيه منذ يوم الغضب في تاريخ 15 أبريل، كما قالت أن سكانه يُعانون من نقص في توافر المواد الغذائيَّة والطبيَّة. وفي أواسط شهر مايو ذاته، أعلن نائبان بحرينيان أنهما يُخططان لإرسال سفينتي مُساعدات إلى منطقة الأحواز مُحملتين بالمَعونات والطعام والأدوية اللازمة للسكان المُحاصرين.
وفي وَقت سابق قبل بدأ المُظاهرات في الإقليم، كان قد نُظم اعتصام أمام السفارة الإيرانية في القاهرة يوم السبت 26 مارس شارك فيه ما يُقارب 40 شخصاً مُتضامنين مع الشعب الأحوازي بعدَ بدأ انتشار أولى دعوات يوم الغضب، غير أن 25 شخصاً آخرين خرجوا من داخل السفارة فجأة وهاجموا المُتظاهرين وسرقوا اللافتات التي كانوا يَرفعونها دونَ أي تدخل من الشرطة المصرية القابعة أمام السفارة، وقد أدى هذا الهُجوم إلى وُقوع جريحين بين المُعتصمين على الأقل. كما خرجت مُظاهرات تضأمنية في الأحواز معَ الانتفاضة الفلسطينية الثالثة يومَ 15 مايو، غير أنها قوبلت بوَابل عنيف من الرَّصاص من الأمن الإيراني أسقط قتيلاً و9 جرحى بين المُتظاهرين[بحاجة لمصدر].

## البعد القومي وتجديد الدعوة إلى الوحدة العربية
أدى انتصار الثورتين التونسية والمصرية واندلاع الثورة في ليبيا إلى ظهور تيار شعبي جديد بين الشباب العربي يدعو إلى إقامة الوحدة العربية بسواعد الشباب، وعدم انتظار الأنظمة التي ركبت مطية القومية والوحدة العربية دون أن تحقق لها شيئاً. ظهرت صفحات عديدة على الفيسبوك تطالب بإقامة دولة الوحدة العربية مثل صفحة حلم الوحدة العربية و«نعم لتشكيل نواة الوحدة العربية (مصر ليبيا تونس)».

## الانعكاسات على دول العالم
1. روسيا: 22/2/2011 م: قالت روسيا أنها قد تخسر ما يزيد عن عشرة مليارات دولار إذا انهارت صفقات أسلحة مبرمة مع دول عربية شهدت أو تشهد ثورات أو احتجاجات شعبية على أنظمتها. ونقلت وكالة إنترفاكس عن مسؤول في قطاع التصنيع العسكري لم تورد اسمه أن الخسائر المحتملة تعادل قيمة مبيعات الأسلحة الروسية طيلة العام الماضي. وأضاف أن تكبد تلك الخسائر المحتملة سيكون انتكاسة في سعي موسكو إلى الإبقاء على العملاء الذين كانوا يقتنون منها الأسلحة منذ الحقبة السوفياتية، وفي مقدمتهم ليبيا ومصر واليمن بالإضافة إلى الجزائر.[51]
2. إسرائيل: 28/2/2011 م: أظهر استطلاع شهري للرأي العام في إسرائيل تزايد القلق بعد تتابع الثورات في الدول العربية، وانهيار أنظمة حافظت على الهدوء في المحيط الإسرائيلي لسنوات.[52]

## ردود الفعل الدولية
- الولايات المتحدة:

1. 23/2/2011 م: في مؤتمر صحفي بالبيت الأبيض تطرق الرئيس الأميركي السابق باراك أوباما إلى موجة الثورات التي وقعت في غير بلد عربي، قائلا إن التغيير في الشرق الأوسط يتم بإرادة شعوبه وليس وفقا لمشيئة واشنطن.[53]
2. 25/2/2011 م: قالت صحيفة نيويورك تايمز الأميركية إنه في خضم سلسلة من الانتفاضات في الشرق الأوسط، تواجه إدارة الرئيس الأميركي باراك أوباما واقعا مرّا، مفاده أن ملوك منطقة الشرق الأوسط قد يخرجون سالمين من العاصفة التي تجتاح المنطقة، ولكن الرؤساء قد لا يستطيعون الصمود.[54]
3. 4/3/2011 م: قال الرئيس الأميركي باراك أوباما أن الانتفاضات في منطقة الشرق الأوسط تخدم الولايات المتحدة وتمنحها فرصة كبيرة، ورأى أن هذه الثورات تفتح آفاقا واسعة أمام الأجيال الجديدة. ووصف أوباما هذه الثورات بأنها «رياح حرية» هبت على المنطقة، وقال أن القوى التي أطاحت بالرئيس حسني مبارك يجب أن تتعاون مع الولايات المتحدة وإسرائيل.[55]

- إسرائيل:

1. 23/2/2011 م: رجح رئيس الوزراء الإسرائيلي بنيامين نتنياهو أن تسفر التغييرات الجارية في العالم العربي عن حالة من عدم الاستقرار تستمر طويلا في حين أعرب وزير دفاعه عن أمله في سرعة الإطاحة بالزعيم الليبي متحسرا في الوقت نفسه على خسارة الرئيس المصري. بيد أن نتنياهو عاد وحذر مما اعتبره التداعيات المحتملة لانهيار الأنظمة في الدول العربية المجاورة لإسرائيل على مسألة الشريك السياسي، معترفا بأن أفضل خبراء الاستخبارات في دول كثيرة لم يتوقعوا ما جرى وأنهم غير قادرين على تقويم النتائج.[56]
2. 2/3/2011 م: اعتبر وزير الدفاع الإسرائيلي إيهود باراك أن منطقة الشرق الأوسط تمر بما سماه صدمة تاريخية تؤكد أن لا مكان للضعفاء فيه، وأن «إسرائيل هي البلد الأقوى» مستبعدا أن تحدث التطورات أثرا فوريا عليها، لكن يتحتم عليها «التيقظ». واستبعد باراك في تصريحات للقناة الثانية في التلفزيون الإسرائيلي استتباب الديمقراطية الكاملة في الدول العربية في السنوات المقبلة، لكنه وصف التوجه الحالي «بالإيجابي» لكونه يؤدي إلى «مزيد من الانفتاح وحقوق الإنسان والأقليات والتنمية الاقتصادية».[57]

- روسيا: 24/2/2011 م: أبدى الرئيس الروسي السابق دميتري ميدفيديف قلقه من أن تتأثر بلاده وبشكل مباشر بالأحداث الجارية في الشرق الأوسط، وذلك في ظل ما تشهده منطقة شمال القوقاز الروسية خلال الأشهر الأخيرة من تصاعد غير مسبوق في أعمال العنف. وقال ميدفيديف في اجتماع طارئ للجنة مكافحة الإرهاب الوطنية مؤخراً بجمهورية أوسيتيا الشمالية «إن سلسلة الأحداث التي تشهدها منطقة الشرق الأوسط سيكون لها تأثير مباشر على الوضع في روسيا». ويرى أن هذه الأحداث قد تؤدي إلى تفكك دول الشرق الأوسط إلى دويلات صغيرة، وتوقع وقوع أحداث صعبة في المنطقة بما في ذلك وصول من سماهم متطرفين إلى السلطة، مشيرا إلى أن هؤلاء المتطرفين أعدوا مثل هذا السيناريو مسبقاً وأنهم سيحاولون تنفيذه. وأضاف أن هذا السيناريو لن ينجح في روسيا.[58]
- مؤتمر عربي ببيروت لدعم الثورات العربية: 27/2/2011 م: على وقع الإنجازات التي حققتها ثورتا تونس ومصر واتساع رقعة الدعوة لثورات في أكثر من قطر عربي، عقد المؤتمر القومي العربي والمؤتمر القومي الإسلامي والمؤتمر العام للأحزاب العربية دورة طارئة مشتركة لدعم الثورات الشعبية العربية، بمشاركة نحو 350 شخصية من مختلف الأقطار العربية.[59]
- جامعة الدول العربية: 2/3/2011 م: أعلنت جامعة الدول العربية على المستوى الوزاري عن تأجيل موعد انعقاد القمة العربية التي كانت مقررة بالعاصمة العراقية بغداد في 29 مارس/آذار 2011 م إلى موعد أقصاه 15 أيار/مايو 2011 م إلا أنه ونظرا لاستمرار الثورات في اليمن وسوريا وليبيا وتفجر المظاهرات في العراق للمطالبة بالحرية وإنهاء الاحتلال الأمريكي للعراق وإسقاط النظام العراقي فقد طلب العراق تأجيل القمة العربية إلى موعدها الإعتيادى في مارس من العام التالى (2012). وكانت مصادر مشاركة في الاجتماع قد أشارت إلى أن التأجيل جاء بسبب ما وصف بـ«التطورات الحالية في عدد من الدول العربية» والتي تمكنت من إسقاط كل من الرئيس التونسي زين العابدين بن علي والمصري حسني مبارك.[60]

## احتجاجات عالمية متأثرة

### احتجاجات روسيا
تظاهر المئات في روسيا يوم 8 فبراير 2011 متأثرين بالثورة التونسية والأخرى المصرية، ومُطالبين بتغيير الحكومة. وتعود أسباب هذه الاحتجاجات إلى سوء أوضاع الاقتصاد الروسي. فقد بلغ عدد الناس تحت خط الفقر في روسيا 19.6% عام 2007، بينما في مصر كانت 16.7% عام 2005، وفي بداية عام 2010 كانت النسبة روسيا 9.2% بينما كانت في مصر عام 2009 تبلغ 9.4%، ولذا فبسبب هذه المَشاكل الاقتصادية وسوء الأحوال المَعيشية فقد سخط الشعب في روسيا على الحكومة.

### احتجاجات الصين
دعت عناصر غير محددة الهوية إلى احتجاجات في الصين. طالبت ب«ثورة الياسمين» وهو الاسم الذي اطلقه الإعلام الغربي على الثورة التونسية. في 20 من فبراير تظاهر صينيون في 13 مدينة مطالبين بفرص عمل، مسكن، حرية، عدالة وديمقراطية.

### إصلاحات ميانمار
مقالة رئيسية: الإصلاحات السياسية في ميانمار 2011-2012

## النتائج والتغييرات

### خلع مسؤولي الأنظمة ومحاكمتهم
أدت الثورة المصرية بعدَ 4 أيام من بدايتها إلى إقالة الحكومة المصرية بكافة أطيافها في يوم 29 يناير 2011. ثم وبعد إتمام الثورة لأيامها 18 بضغطها المُفرط تسبَّبت تنحي الرئيس السابق حسني مبارك من منصبه رسمياً في يوم الجمعة 11 فبراير 2011. وخلال مُدة قصيرة بعدَ ذلك ألقيَ القبض على ما يَتجاوز 25 وزيراً ومسؤولاً سابقين في نظامه (من بينهم حبيب العادلي وزهير جرانة وأحمد المغربي وأحمد عز[ ؟ ] وأنس الفقي ويوسف بطرس)،  بينما منعت من السَّفر عدداً آخر منهم (من بينهم زكريا عزمي وفتحي سرور وصفوت الشريف). ولاحقاً في الجمعة التالية 18 فبراير تظاهرَ 4 ملايين شخص في ميدان التحرير للمُطالبة بمُحاكمة مبارك ورموز النظام السابق،  ولذا فبعدَ ذلك بثلاثة أيام أمرَ النائب العام يومَ 21 فبراير بتجميد أرصدة الرئيس السابق وعائلته في الخارجَ للتحقيق في كيفية كسبهم لها،  ثم في يوم 28 فبراير أصدَرَ قراراً آخر بتجميد جَميع مُمتلكات الأسرة وأموالها النقدية دَاخل مصرَ نفسها فضلاً عن مَنع جميع أفرادها من مُغادرة البلاد. وبعدها في 16 أبريل أصدرَ قرار قضائيٌّ يَقضي بحل الحزب الوطني الديمقراطي (الحاكم في البلاد سابقاً منذ عام 1978 وحتى 2011)، كما اتُهم جميع أعضائه بالفساد.
ولاحقاً في أوائل شهر أبريل اتُهم جمال مبارك بالفساد وحُدد مَوعد السبت 9 أبريل للتحقيق معه في ذلك الشأن. ثم أعلن أخيراً صباح يوم الأربعاء 13 أبريل سَجن الرئيس السابق حُسني مبارك - بقرار من النائب العام - لمدة 15 يوماً بهدف التحقيق معهُ حولَ الفساد واستغلال النفوذ وبضعة تُهم أخرى مُوجهة إليه، كما اعتقل ولداه جمال وعلاء مُبارك أيضاً للفترة نفسها بتُهمة التحريض على قتل المُتظاهرين. أما زوجته سوزان مبارك فقد أفرجَ عنها يومَ 17 مايو بعدَ أن وَافقت على منح كافة ثرواتها للدولة. وقد صدرَ قرارٌ يومَ 12 مايو بسجن جمال مبارك مرة أخرى لمُدة 15 يوماً للتحقيق معُه أكثر في القضايا المتُهم بها، وذلك بعدَ بضع جلسات تحقيق معه خلال الشهر السَّابق،  أما وَالده حسني مبارك فقد أعيد حبسه للمدة ذاتها - 15 يوماً - مرتين مُتتاليتين بعد المرة الأولى خلال شهري أبريل ومايو. وأخيراً في يوم الثلاثاء 24 مايو 2011 تَقرَّرت مُحاكمة الرئيس المصري السابق حسني مبارك وولديه جمال وعلاء مبارك بتُهمة القتل العَمد لمتظاهري ثورة 25 يناير.
بعد مُضي 4 أيام فقط على تنحي حسني مُبارك، بدأت «نيابة أمن الدولة العليا» باستجواب وزير الداخلية السابق حبيب العادلي - بعد إقالته من منصبه في 29 يناير مع باقي الحُكومة - بشأن ضلوعه في تفجير كنيسة القديسين وذلك تمهيداً لمُحاكمته، ثم أوقف في يَوم 17 فبراير وأحيل إلى المُحاكمة يوم 22 فبراير جنباً إلى جنب مع زهير جرانة (وهمَا أول مسؤولين من النظام السابق يُحالان إلى المُحاكمة)،  وبدأت مُحاكمته رسمياً في 5 مارس من العام ذاته. وبعد شهرين من المُحاكمة، أصدرَ في يوم 5 مايو 2011 قرار بإقالته من منصبه وتغريمه بأكثر من 8 ملايين جنيه مصري وسجنه لمُدة 7 سنوات بتهمة الربح غير المشروع و5 سنوات لتهم أخرى، مما يَعني 12 سنة بالمُجمل.

## روابط خارجية متعلقة
- مقالة من موقع لكم عن الدولة المدنية، كخريطة طريق لتحرر الديمقراطية وانعتاق الشعوب والإنسانية من مظاهر العبودية والديكتاتورية.
- الديمقراطية في شمال إفريقيا بين الأنوقراطية والفكر المعادي للديمقراطية
- مقالة ديمقراطية على موسوعة ستانفورد للفلسفة (بالإنجليزية)
- مقالة عن الدولة المدنية وإشكالية تحرر الشعوب والديمقراطية من المنظومات الديكتاتورية
- الحوار المتمدن: عن إشكالية التحرر والديمقراطية في الدول المغاربية، ببساطة وتكرار توكيدي: علاقة الحرية هي علاقة حتمية بالدولة المدنية الديمقراطية الليبرالية العلمانية المعاصرة

## وصلات خارجية
- ثورة في العالم العربي، كتاب إلكتروني بالإنكليزية أصدره موقع مجلة فورين بوليسي.